# Makara (mitologia indiana)
Il Makara è una creatura mitica della mitologia indiana. Era il vahana di Gaṅgā e di Varuṇa e l'insegna di Kama, raffigurato sulla sua bandiera (dhwaja) Karkadhvaja.
La tradizione lo descrive come una creatura acquatica, a volte identificato col coccodrillo, a volte col delfino. In alcune raffigurazioni ha un corpo di pesce e la testa di elefante. In altre risulta essere un drago con la proboscide. Rappresenta l'acqua, fonte di vita e di fertilità. In astrologia è il segno del Capricorno. Viene utilizzato spesso come figura decorativa all'interno di frontoni, archi e cornici. La diffusione di questa figura è concentrata nella parte sud-orientale dell'India. Il Makara è divenuto un motivo decorativo molto utilizzato in particolare nell'arte giavanese e nell'arte Khmer e Cham.
Nell'arte indiana il makara è un motivo ricorrente sulle entrate (toran) di templi e monumenti.

## Criptozoologia
Alcuni criptozoologi associano il Makara al Trunko.